# Grocka
Grocka è un comune della Serbia. Sorge alla periferia est di Belgrado ed assieme ad altre 16 costituisce l'area metropolitana della capitale serba.

## Geografia fisica
Grocka copre un'area di 289 km² ed è il centro di un'importante area per la coltivazione della frutta in Serbia. Negli ultimi anni la popolazione è cresciuta molto arrivando a contare 75 466 abitanti in base al censimento del 2002.

## Storia
Il 22 luglio 1739 si svolse a Grocka un'importante battaglia che vide fronteggiarsi l'esercito austriaco e quello dell'impero ottomano. La battaglia fu vinta da quest'ultimo e l'Austria dovette restituire ai turchi quasi tutti i territori conquistati un paio di decenni prima grazie all'azione militare di Eugenio di Savoia, tra i quali la stessa Belgrado ove si concluse l'omonimo, conseguente trattato di pace (settembre 1739).